# A Natural Disaster
A Natural Disaster ist das siebte Studioalbum der britischen Band Anathema. Es wurde am 3. November 2003 bei Music for Nations veröffentlicht. Am 24. Februar 2004 erschien es in den USA.

## Entstehung und Stil
A Natural Disaster wurde mit Dan Turner im britischen Ort Battle aufgenommen. Etwas mehr als auf dem vorherigen Album A Fine Day to Exit gehen Anathema streckenweise zu den härteren Klängen von Judgement zurück. Für weitere stilistische Vergleiche wurden (in den zurückhaltenderen Anteilen) etwa Pink Floyd, aber auch modernere britische Rockbands wie Radiohead oder Coldplay bemüht. Bei Are You There?, das in der Folge auch live im Duett aufgeführt wurde, sang Anna Livingstone den Hintergrundgesang. Beim Titelsong stammt der Leadgesang von Lee Douglas, die auch schon auf dem Vorgängeralbum zu hören gewesen war. Im Stück Closer wird ein Vocoder verwendet.

## Rezeption
Thom Jurek von Allmusic vergab viereinhalb von fünf Sternen. Er schrieb, „these Liverpudlians know how to make a dark rock album; it's full of alienation, honest emotion, tense, suffocating theater, and stunningly beautiful textures“; „diese Liverpooler wissen, wie man ein Dark-Rock-Album macht; es ist voll von Entfremdung, ehrlichen Gefühls, Spannung, erstickendem Theater und beeindruckend schönen Texturen.“

## Titelliste
1. Harmonium – 5:28
2. Balance – 3:58 (D. Cavanagh, Vincent Cavanagh, John Douglas)
3. Closer – 6:20
4. Are You There? – 4:59
5. Childhood Dream – 2:10
6. Pulled Under at 2000 Metres a Second – 5:23
7. A Natural Disaster – 6:27
8. Flying – 5:57
9. Electricity – 3:51
10. Violence – 10:45

Alle Stücke wurden von Danny Cavanagh geschrieben, außer wo anders angegeben.